# Laphria praelusia
Laphria praelusia är en tvåvingeart som beskrevs av Seguy 1930. Laphria praelusia ingår i släktet Laphria och familjen rovflugor. Inga underarter finns listade i Catalogue of Life.